# Dietrich Reimer Verlag
Die Dietrich Reimer Verlag GmbH ist ein Wissenschaftsverlag mit Sitz in Berlin. Neben Einzelveröffentlichungen führt der Verlag  wissenschaftliche Reihen und Zeitschriften aus den Fachgebieten Kunstgeschichte, Architektur, Archäologie, Ethnologie und Kulturwissenschaften.

## Geschichte
Die „Buch- und Landkartenhandlung von Dietrich Reimer“ wurde 1845 von Dietrich Arnold Reimer, Sohn des Verlegers Georg Andreas Reimer, gegründet. 1847 übernahm Dietrich Reimer einen Teil des väterlichen Geografie- und Kunstverlages und gründete den Dietrich Reimer Verlag. Bekannt wurde er durch das umfangreiche Sortiment kartografischer Werke, Atlanten und Globen. 1868 wurde Hermann August Hoefer Teilhaber der Firma. Am 1. Oktober 1891 musste der Gründer seine Verlegertätigkeit aufgeben, die wachsende Firma übernahm Ernst Vohsen. Er legte den Schwerpunkt auf Erd- und Völkerkunde sowie die Entwicklung der deutschen Kolonien. Bis zum Ende des Ersten Weltkrieges und dem Versailler Vertrag profitierte der Verlag mit diesem Geschäftsmodell vom Kolonialismus des Deutschen Kaiserreiches. Sowohl das Kriegsende als auch die Inflation überlebte er. Bis zum Beginn des Zweiten Weltkrieges konnte er sich erholen, musste dann aber vor allem wegen Papiermangel und verringerter Nachfrage die Produktion wieder einschränken.
Im April 1945 wurde das Verlagshaus in der Wilhelmstraße 29 samt Archiv, Buchhaltung und Buchlager bei zwei Luftangriffen zerstört. Ab 1976 entwickelte der Verlag unter der Leitung von Friedrich Kaufmann wieder ein umfangreiches Programm, in dem auch Kunst und Architektur eine wichtige Rolle spielten. Mit Erscheinen des ersten Ausstellungskataloges Tendenzen der Zwanziger Jahre wurde der Reimer Verlag wieder einem größeren Publikum bekannt. 1997 gründete die Axel Springer AG eine kunstwissenschaftliche Abteilung und kaufte zu diesem Zweck den Reimer Verlag, den Gebr. Mann Verlag und einige weitere Verlage mit kunstwissenschaftlichem Schwerpunkt. Der Reimer Verlag und der Gebr. Mann Verlag wurden unter dem Namen „Dietrich Reimer Verlag GmbH“ zusammengeführt und gehörten bis 2003 zu Springer. Nach wie vor werden die beiden Firmen aber getrennt geleitet. 2000 übernahm Beate Behrens die Leitung des Reimer Verlages und hat sie bis heute inne. 2006 erwarb Hans-Robert Cram die GmbH und übernahm die gesamte Geschäftsführung sowie die Leitung des Gebr. Mann Verlags.

## Themen
Bekannt ist der Verlag für seine Studienbibliothek, den Bedürfnissen der Universitäten entsprechend, mit den Schwerpunkten Ethnologie, Volkskunde, Kunstgeschichte und Archäologie, in der zahlreiche Einführungsbände sowie Standard- und Nachschlagewerke herausgegeben werden.
Seit 1989 erscheinen die Architekturführer des Reimer Verlags. Die Architekturgeschichte deutscher Städte von den Anfängen bis heute wird darin umfassend dargestellt (u. a. Berlin, Potsdam, München, Köln, Bonn, Düsseldorf, Münster, Hannover, Ruhrgebiet).
Monographien zu zahlreichen kunst- und kulturwissenschaftlichen Themen von der Antike bis zur Gegenwart runden das Programm ab.